# Открытый чемпионат США по теннису 2024
Подробнее о турнирах 2024 года в одиночном разряде среди мужчин и женщин
Открытый чемпионат США по теннису 2024 года — 144-й розыгрыш ежегодного профессионального теннисного турнира серии Большего шлема, проводящегося в американском Нью-Йорке на кортах местного Национального теннисного центра имени Билли Джин Кинг. Этот турнир является последним событием в календаре турниров Большого шлема, завершающим теннисный сезон.
В одиночных категориях участвуют по 128 спортсменов, в парных по 64 команды, в миксте 32.
В 2024 году матчи квалификации прошли с 19 по 22 августа с участием 128 спортсменов вне топа рейтинга. Где по итогам четырёх раундов остались 16 лучших мужчин и женщин.
Матчи основных сеток прошли с 26 августа по 8 сентября.

## Общая информация

### Рейтинговые очки
Ниже представлено распределение рейтинговых очков теннисистов на серии турниров Большого шлема.
| Разряд / стадия   | Титул | Финал | Полуфинал | Четвертьфинал | 1/8 финала | 1/16 финала | 1/32 финала | 1/64 финала | Победа в квалификации | Финал квалификации | Второй круг квалификации | Первый круг квалификации |
| Мужской одиночный | 2000  | 1300  | 800       | 400           | 200        | 100         | 50          | 10          | 30                    | 16                 | 8                        | 0                        |
| Мужской парный    | 2000  | 1200  | 720       | 360           | 180        | 90          | 0           | н/д         | н/д                   | н/д                | н/д                      | н/д                      |
| Женский одиночный | 2000  | 1300  | 780       | 430           | 240        | 130         | 70          | 10          | 40                    | 30                 | 20                       | 2                        |
| Женский парный    | 2000  | 1300  | 780       | 430           | 240        | 130         | 10          | н/д         | н/д                   | н/д                | н/д                      | н/д                      |

### Призовые деньги
Общий призовой фонд Открытого чемпионата США по теннису 2024 года составляет 75 000 000 долларов США, что на 15% больше, чем в 2023 году.
| Разряд             | Титул      | Финал      | Полуфинал  | Четвертьфинал | 1/8 финала | 1/16 финала | 1/32 финала | 1/64 финала | Финал квалификации | Второй круг квалификации | Первый круг квалификации |
| Одиночный          | $3 600 000 | $1 800 000 | $1 000 000 | $530 000      | $325 000   | $215 000    | $140 000    | $100 000    | $52 000            | $38 000                  | $25 000                  |
| Парный *           | $750 000   | $375 000   | $190 000   | $110 000      | $63 000    | $40 000     | $25 000     | н/д         | н/д                | н/д                      | н/д                      |
| Смешанный парный * | $200 000   | $100 000   | $50 000    | $27 500       | $16 500    | $10 000     | н/д         | н/д         | н/д                | н/д                      | н/д                      |

* на двоих игроков

## Победители

### Взрослые

#### Мужчины. Одиночный разряд
Янник Синнер —  Тейлор Фриц — 6-3, 6-4, 7-5
- Синнер стал первым в истории итальянцем, выигравшим Открытый чемпионат США в одиночном разряде
- Вторая победа Синнера на турнирах Большого шлема после Открытого чемпионата Австралии 2024 года
- Фриц стал первым с 2009 года американцем, сыгравшим в финале турнира Большого шлема в мужском одиночном разряде

#### Женщины. Одиночный разряд
Арина Соболенко —  Джессика Пегула — 7-5, 7-5
- Второй финал Открытого чемпионата США в одиночном разряде для Соболенко и первая победа
- Третий титул на турнирах Большого шлема в одиночном разряде для Соболенко
- Первый финал турнира Большого шлема в одиночном разряде для Пегулы, ранее она не проходила дальше 1/4 финала

#### Мужчины. Парный разряд
Макс Пёрселл /  Джордан Томпсон —  Кевин Кравиц /  Тим Пюц — 6-4, 7-6(7-4)

#### Женщины. Парный разряд
Людмила Киченок /  Елена Остапенко —  Кристина Младенович /  Чжан Шуай — 6-4, 6-3
- Первый титул на турнирах Большого шлема в женском парном разряде для Киченок и для Остапенко
- 11-й финал турниров Большого шлема в женском парном разряде для Младенович (6 побед — 5 поражений)
- 4-й финал турниров Большого шлема в женском парном разряде для Чжан (2 победы — 2 поражения)

#### Смешанный парный разряд
Сара Эррани /  Андреа Вавассори —  Тейлор Таунсенд /  Дональд Янг — 7-6(7-0), 7-5

### Юниоры

#### Юноши. Одиночный турнир
Рафаэль Ходар —  Николай Будков Кьер — 2-6, 6-2, 7-6(10-1)

#### Девушки. Одиночный турнир
Мика Стойсавлевич —  Вакана Сонобэ — 6-4, 6-4

#### Юноши. Парный турнир
Максим Мрва /  Рэй Сакамото —  Денис Петак /  Флинн Томас — 7-5, 7-6(7-1)

#### Девушки. Парный турнир
Малак Эль-Аллами /  Эмили Сартц-Лунде —  Юлия Паштикова /  Юлия Штузек — 6-2, 4-6, [10-6]